# La tía de Carlos (obra de teatro)
La tía de Carlos (Charley's Aunt en su versión original) es una obra de teatro en tres actos del autor británico Brandon Thomas, estrenada en 1892.

## Argumento
Jack Chesney y Charley Wyckeham, dos jóvenes vividores residentes en Oxford esperan con impaciencia la llegada de Donna Lucia d'Alvadorez, tía del segundo procedente de Brasil para que se presentada a sus respectivas novias Kitty Verdun y Amy Spaguettiamor. Cuando esta anuncia que cancela la visita, los jóvenes urden una farsa, haciendo pasar a Fancourt Babberly, otro de sus compañeros por la esperada pariente. Cuando trasciende que la falsa tía es viuda y poseedora de una gran fortuna, comienzan a surgir pretendientes. La trama se complica cuando aparece la auténtica tía de Carlos.

## Representaciones destacadas
La obra se estrenó en el Theatre Royal de Suffolk el 29 de febrero de 1892. El 21 de diciembre de ese mismo año pasaba al Royalty Theatre de Londres, siendo sus principales intérpretes W. S. Penley, el propio Brandon Thomas, Nina Boucicault y Percy Lyndal. Contó con 1466 representaciones hasta el 19 de diciembre de 1896.
En 1893 se estrenó en Broadway, protagonizada por Etienne Girardot. En la versión de 1953, el papel principal lo asumió José Ferrer. Finalmente, se repuso en 1970, contando en el elenco con Louis Nye y Maureen O'Sullivan como Donna Lucia.
En posteriores representaciones londinenses el papel principal fue asumido por Richard Goolden, Leslie Philips, John Mills, Frankie Howerd, Tom Courtenay y Griff Rhys Jones.

### Representaciones en castellano
La obra se estrenó en España en el Teatro Español de Madrid en 1908. Con posterioridad vendrían nuevas versiones, protagonizadas por Ernesto Vilches (1916), Rafael Arcos (1931), Ernesto Albán (1942) y Paco Martínez Soria (1945). En diferentes temporadas, el actor repitió personaje a lo largo de más de 20 años, contando entre las actrices que colaboraron con él con la futura baronesa Thyssen, Carmen Cervera. Se representó de nuevo en 2001, interpretada por Tomás Gayo, Julio Escalada, María José Alfonso y Lara Dibildos.

## Versiones cinematográficas
Hay catorce versiones cinematográficas, tres de ellas originales en español: la primera argentina de 1946 dirigida por Leopoldo Torres Ríos y protagonizada por Pedro Quartucci, la segunda, titulada La tía de Carlitos del mismo país dirigida por Enrique Carreras y protagonizada por Alfredo Barbieri en 1953 y la tercera española de 1982, dirigida por Luis María Delgado y protagonizada por Martínez Soria.
- Datos: Q1066781
- Multimedia: Charley's Aunt / Q1066781